# Montclair (Califórnia)
Montclair é uma cidade localizada no estado norte-americano da Califórnia, no condado de San Bernardino. Foi incorporada em 25 de abril de 1956.

## Geografia
De acordo com o United States Census Bureau, a cidade tem uma área de 14,3 km², onde todos os 14,3 km² estão cobertos por terra.

### Localidades na vizinhança
O diagrama seguinte representa as localidades num raio de 8 km ao redor de Montclair.

## Demografia
Segundo o censo nacional de 2010, a sua população é de 36 664 habitantes e sua densidade populacional é de 2 564,50 hab/km². É a cidade mais densamente povoada do condado de San Bernardino. Possui 9 911 residências, que resulta em uma densidade de 693,24 residências/km².